# ГЕС Bjolvo
ГЕС Bjolvo – гідроелектростанція у південній частині Норвегії за 60 км на схід від Бергену, яка використовує ресурс із цілого ряду річок, що впадають до Хардангер-фіорду.
Ще в 1910-х роках на північ від центральної частини Хардангер-фіорду створили гідроенергетичну схему на основі використання ресурсу озерної системи, нижнім елементом якої є озеро Bjolsegrovatn. З  південно-східної частини останнього виходила та проривалась через гірський хребет до фіорду коротка – біля 3 км – річечка, котра завершувалась неподалік від західної околиці міста Алвік. На цій невеликій відстані падіння перевищувало вісім сотень метрів, що дозволяло реалізувати доволі потужну дериваційну схему при мінімальному обсязі гірничих робіт. Здійснене у 1915-1918 році будівництво ГЕС включали зведення греблі, яка утримувала сховище з максимальним рівнем на позначці 868 метрів НРМ та об'ємом 22 млн м3.  У 1397-му її замінили новою бетонною спорудою висотою 21 метр та довжиною 98 метрів, яка утримує сховище з площею поверхні 4,3 км2 та дозволила підняти максимальний рівень до позначки 879 метрів НРМ (мінімальний операційний рівень складав 857 метрів НРМ), а об'єм наростити до 89 млн м3.   
Окрім власного водозбору організували перекидання до Bjolsegrovatn додаткового ресурсу за допомогою кількох дериваційних систем, а саме:
- тунелю довжиною біля 6 км, який прямує через розташовану на північний захід від Bjolsegrovatn верхню частину сточищ річок Botnaelvi та Skaroelva, що впадають одну із заток Хардангерфьорду. Тунель завершується за кілька сотень метрів від Bjolsegrovatn у невеличкому озері, котре природним шляхом дренується до головної водойми;
- дериваційної траси, що здійснює відбір ресурсу зі сточища тільки що згаданої Skaroelva (але нижче від водозаборів попередньої системи) та Kastdalselvi (впадає у ту ж затоку Хардангерфьорду, що й перша). Траса включає короткий тунель від першого водозабору до озера Varlivatnet (рівень поверхні 832 метри НРМ), котре далі природним шляхом дренується до Nedre Godalsvatn, перетвореного за допомогою греблі на сховище з припустимим коливанням рівня поверхні між позначками 787 та 801 метри НРМ. Звідси ресурс за допомогою спорудженої у 1968 році насосної станції Kastdalen (3 насоси по 0,5 МВт, споживає 5 млн кВт-год електроенергії на рік) перекачується по тунелю до наступного водосховища Nedre Tjornadalsvatn (рівень поверхні може знаходитись між позначками 876 та 879 метрів НРМ), створеного за допомогою греблі на одному з лівих притоків Kastdalselvi. Зі східного кінця Nedre Tjornadalsvatn виходить третій тунель, котрий так само завершується за кілька сотень метрів на захід від Bjolsegrovatn у невеличкому озері, яке природним шляхом дренується до головної водойми;
- дериваційної траси на схід від Bjolsegrovatn, яка зокрема включає два тунелі від водозаборів на ліво- та правобережжі річки Dalaelva (впадає у Хардангер-фіорд на схід від Алвіку) до водосховища Karaldevatn, створеного за допомогою греблі на витоку з нього тільки що згаданої Dalaelva. В подальшому з цієї водойми, яка має припустиме коливання рівня поверхні між позначками 872 та 879 метрів НРМ, ресурс прямує через ще один тунель до розташованого за 0,7 км  Bjolsegrovatn;
- тунелю для подачі ресурсу, захопленого на південний схід від Bjolsegrovatn з невеликого потоку, який стікає з прибережного хребта та впадає у Хардангер-фіорд на західній околиці Алвіку. 
Підвідний тунель першої електростанції мав довжину 1,5 км та перетин 5 м2. Він виходив до верхнього балансувального резервуару на позначці 852 метри НРМ, звідки через напірні водоводи ресурс подавався до машинного залу, спершу обладнаного трьома турбінами типу Пелтон виробництва норвезької компанії Kvaerner потужністю по 9 МВт. В 1938-му до них додали ще одну з показником 18 МВт, а в 1972-му – п’яту потужністю 37 МВт. Річне виробництво цієї станції складало 309 млн кВт-год.
В 2004-му стару ГЕС закрили та замінили новою, машинний зал якої розташували в гірському масиві дещо західніше від першої. Зал пов’язаний з Bjolsegrovatn та Хардангерфіордом підвідним та відвідним тунелями, при цьому відстань між водозабором та точкою випуску відпрацьованої води дещо менша за 3км. Крім того, для доступу персоналу у зал прокладено тунель довжиною 1,2 км. Під час спорудження нового об’єкту мінімально припустимий операційний рівень у сховищі понизили до 850 метрів НРМ. У машинному залі встановили дві турбіни – потужністю 90 МВт та 10 МВт, які при напорі у 860 метрів повинні забезпечувати виробництво 391 млн кВт-год електроенергії. 
Головним споживачем продукції ГЕС є завод феросплавів Elkem Bjølvefossen у Алвіку (відомий зокрема тим, що під час німецької окупації у червні 1940-го був виведений з ладу на кілька місяців внаслідок нападу норвезької рейдової групи з Шетландських островів).